# Grown Backwards
Grown Backwards je studiové album hudebníka Davida Byrna. Vydáno bylo dne 16. března 2004 společnostmi Nonesuch Records a Warner Bros. Records a spolu s Byrnem jej produkoval Pat Dillett. Na nahrávce se dále podíleli například zpěvák Rufus Wainwright, trumpetista Lew Soloff či violoncellistka Jane Scarpantoni.

## Seznam skladeb
Autorem všech skladeb je David Byrne, pokud není uvedeno jinak.
| Pořadí | Název                                            | Autor                                       | Délka |
| ------ | ------------------------------------------------ | ------------------------------------------- | ----- |
| 1.     | Glass, Concrete & Stone                          |                                             | 4:13  |
| 2.     | The Man Who Loved Beer                           | Donald Charles Book a Kurt Wagner           | 2:41  |
| 3.     | Au fond du Temple Saint (Les pêcheurs de perles) | Georges Bizet, Eugène Cormon a Michel Carré | 4:49  |
| 4.     | Empire                                           |                                             | 4:12  |
| 5.     | Tiny Apocalypse                                  |                                             | 4:03  |
| 6.     | She Only Sleeps                                  |                                             | 2:57  |
| 7.     | Dialog Box                                       |                                             | 3:30  |
| 8.     | The Other Side of This Life                      |                                             | 4:00  |
| 9.     | Why                                              |                                             | 2:54  |
| 10.    | Pirates                                          |                                             | 3:52  |
| 11.    | Civilization                                     |                                             | 3:17  |
| 12.    | Astronaut                                        |                                             | 2:55  |
| 13.    | Glad                                             |                                             | 1:58  |
| 14.    | Un Dì, Felice, Eterea (La traviata)              | Giuseppe Verdi                              | 2:51  |
| 15.    | Lazy (bonusová píseň)                            | Byrne a X-Press 2                           | 9:35  |